# Atlides bacis
Espèce
Atlides bacis est une espèce de papillon de la famille des Lycaenidae, de la sous-famille des Theclinae et du genre Atlides.

## Dénomination
Atlides bacis a été décrit par Frederick DuCane Godman et Osbert Salvin en 1887 sous le nom de Thecla bacis.
Synonymes : Thecla melidor Druce, 1909.

### Noms vernaculaires
Atlides bacis se nomme Bacis Hairstreak en anglais.

## Description
Atlides bacis est un petit papillon au corps bleu-vert sur le dessus avec deux fines queues à chaque aile postérieure. Le dessus est de couleur marron avec une plage plus ou moins étendue de bleu turquoise à partir de la base. Le revers est beige avec une tache rouge basale aux ailes antérieures et aux ailes postérieures une bordure costale rouge, une tache et une courte bande rouge.

## Écologie et distribution
Il réside au Panama, au Costa Rica, en Colombie, au Pérou, au Brésil et en Guyane,,.

### Protection
Pas de statut de protection particulier.